# Đội tuyển Fed Cup Macedonia
Đội tuyển Fed Cup Macedonia đại diện Cộng hòa Macedonia ở giải đấu quần vợt Fed Cup, được quản lý bởi Liên đoàn Quần vợt Macedonia.  Đội chưa thi đấu lại kể từ năm 2001.

## Lịch sử
Macedonia tham dự kì Fed Cup đầu tiên vào năm 1995.  Thành tích tốt nhất của đội là giành quyền lên chơi ở Nhóm I năm 2000.  Trước năm 1992, các vận động viên Macedonia đại diện cho Nam Tư.